# NGTS-1 b
NGTS-1 b è un pianeta extrasolare del tipo gioviano caldo. Orbita attorno ad una nana rossa, NGTS-1  avente massa e raggio circa metà del Sole, situata nella costellazione della Colomba, a circa 600 anni luce dal Sole. È stato il primo esopianeta scoperto dallo strumento Next-Generation Transit Survey (NGTS), installato presso l’osservatorio dell’ESO situato sul monte Paranal, nel Nord del Cile.

## Scoperta
NGTS-1 b venne scoperto dopo mesi di osservazioni, tramite fotocamere sensibili alle variazioni di rosso. Una stella in particolare presentava un cambio di luminosità periodico (ogni 2,6 giorni circa), indicando la presenza di un corpo celeste; la stazza gigantesca di quest'ultimo viene confermata calcolando la sua velocità radiale. Daniel Bayliss, ricercatore della università di Warwick e redattore del rapporto sulla scoperta ha commentato così quest'ultima:
"La scoperta è stata una sorpresa, non credevamo che pianeti così grandi potessero esistere vicino a stella così piccole. Le piccole stelle sono le più comuni nell'universo, è possibile che ci siano molti altri pianeti giganti che aspettano di essere scoperti".
Lo stupore dei ricercatori è da attribuire alla natura stessa dell'esopianeta: attorno alle nane rosse orbitano di solito piccoli pianeti rocciosi, mentre NGTS-1 b è un gigante gassoso, con dimensioni paragonabili a quelle di Giove.

## Caratteristiche fisiche
NGTS-1 b è classificato come pianeta gioviano caldo: ha un raggio simile a quello di Giove, ma presenta circa il 20% di massa in meno. Orbita attorno alla sua stella ogni due giorni e mezzo (la sua distanza dalla sua stella è circa il 3% di quella tra la Terra e il Sole) e ha una temperatura superficiale di 580 °C.

## Osservazione
NGTS-1 b è stato osservato da un singolo telescopio dell'osservatorio NGTS situato presso il complesso del Paranal, nel deserto del Cile, nel periodo tra agosto e dicembre 2016, tramite fotometria. La scoperta è avvenuta all'interno di una ricerca di curve di luce che indicassero un segnale di transito; la ricerca, eseguita tramite un algoritmo BLS (Box-fitting Least Squares), ha portato all'identificazione di un segnale idoneo avente periodo 2,647298+0,000020 giorni. Al fine di evitare un falso positivo, sono stati eseguiti quattro test di controllo, per confermare che il segnale fosse compatibile con quello di un pianeta in transito:

### Primo controllo
Controllo della curva di luce in cerca di tracce di una eclissi secondaria (ovvero tracce di luce quando il corpo si trova dietro alla sua stella), che avrebbe indicato un corpo di tipo stellare, anziché planetario.

### Secondo controllo
Verifica della profondità di transito (area del disco stellare oscurata dal passaggio del pianeta), per escludere la possibilità di un errore di misurazione del periodo completo dell'esopianeta.

### Terzo controllo
Verifica di eventuali variazioni ellissoidali (variazione dello spettro di emissione in caso di stelle dalla forma ellissoidale) non previste, presenti solo nei sistemi di stelle binarie.

### Quarto controllo
Controllo della variazione del flusso fotometrico durante il periodo di sovrapposizione (il metodo consente di riconoscere due stelle che possono sembrare fuse a causa della parallasse).
Nessuno dei test ha dato risultati imprevisti o fuori scala. La stella NGTS-1, inizialmente identificata come una gigante rossa, è stata classificata come nana rossa a bassa temperatura.

## Analisi dei risultati
Le osservazioni dei test di controllo sono state unite ad analisi fotometriche d'archivio per una completa definizione del sistema NGTS-1 b, con particolare attenzione ad attività stellare, rotazione e contaminazione da corpi estranei.

### Proprietà stellari e modello planetario
La difficoltà di classificazione delle nane rosse è da imputare al debole segnale emesso e alla conseguente diffoltà nell'analisi spettroscopica; particolarmente complesso è determinare la metallicità, che ha un grande impatto sui parametri stellari, dal momento che il raggio stellare è molto dipendente da quest'ultima. I dati di NGTS-1 vengono comparati con altre stelle simili, senza trovare eccesso o penuria di metalli rispetto alle stelle "sorelle". Le informazioni in possesso dei ricercatori consente la stima di massa, raggio, temperatura effettiva e SED, in tre passi:
1. Stima della temperatura efficace, del raggio e della massa: questa serie di passaggi è resa possibile dalla predizione della temperatura efficace tramite la gamma di colori emessa dal sistema.[5]
2. Modellazione della distribuzione spettrale dell'energia (SED).[5]
3. Definizione di una massa definitiva data dall'unione dei dati riguardanti SED e massa stimata.[5]

Utilizzando i risultati fotometrici, la velocità radiale e i parametri stellari derivati, è stato possibile determinare i dati planetari del sistema, tramite il modello gaussiano GP-EBOP di pianeta transitante e stella (originariamente applicato ad un sistema binario con una nana bruna come stella madre); in questo modello, la curva della luce è rappresentata da una funzione gaussiana e i dati della velocità radiale sono modellati simultaneamente con la fotometria disponibile, incorporando un algoritmo che inserisce variazioni "in tempo reale" ai dati. La difficoltà di modellazione deriva dal transito di tipo radente, molto probabile dato il rapporto di raggio stella/pianeta (0,239, con margini di oscillazione della stima +0,100 −0,054), NGTS-1 b viene messo a paragone con altri pianeti gioviani caldi, allineando la distribuzione statistica di massa e densità al modello planetario iniziale, fornendo una stima definitiva delle caratteristiche di quest'ultimo:
- Massa = 0,812 (+0,066 −0,075) volte la massa di Giove;
- Raggio = 1,33 (+0,61−0,33) volte il raggio di Giove.[5]

## Discussione dei risultati
NGTS-1 b ha una massa circa 0,812 volte quella di Giove ed è il terzo gigante gassoso scoperto in orbita attorno a una nana rossa; gli altri due sono Kepler-45 b (0,505 volte la massa di Giove) e HATS-6 b (0,32 volte la massa di Giove), il che lo rende, alla data della scoperta, il più grande pianeta conosciuto di questo tipo. Il raggio invece continua ad essere un valore piuttosto incerto, data la natura del transito. La speranza è che il "Transiting exoplanet Survey Satellite" (TESS) possa fornire una misura più affidabile del raggio.

### Teoria di formazione planetaria
La teoria classica vuole che la formazione di giganti gassosi sia molto più rara attorno a nane rosse, rispetto a stelle più grandi, dato che il loro processo di formazione è molto più lungo e anche il materiale disponibile è ridotto (dato che la massa protoplanetaria è in corrispondenza quasi lineare con quella stellare). Di conseguenza stabilire la frequenza di formazione attorno a queste piccole stelle potrebbe condurre a importanti cambiamenti alla teoria generale di formazione planetaria.
È da tempo riconosciuto che il numero di giganti gassosi aumenta con l'aumentare della metallicità in stelle di tipo solare (molto minore è invece questo dato se riferito a stelle con metallicità sub solare); questa correlazione non è stata riscontrata per i pianeti nettuniani caldi e le super terre, che hanno incidenza indipendente dall'indice di metallicità. Una conferma definitiva di questo valore per NGTS-1 e sistemi ad esso simili potrebbe confermare o smentire questa correlazione per le stelle di piccole dimensioni. La struttura NGTS è al momento la migliore candidata per la determinazione dell'indice di incidenza di giganti gassosi, con una monitoraggio all'attivo di circa 20000 stelle all'anno, ma i risultati statistici saranno disponibili solo dopo qualche anno di osservazione